# Dactylochelifer gruberi
Dactylochelifer gruberi är en spindeldjursart som beskrevs av Beier 1969. Dactylochelifer gruberi ingår i släktet Dactylochelifer och familjen tvåögonklokrypare. Inga underarter finns listade i Catalogue of Life.